# Pfarrkirche Leoben-Lerchenfeld

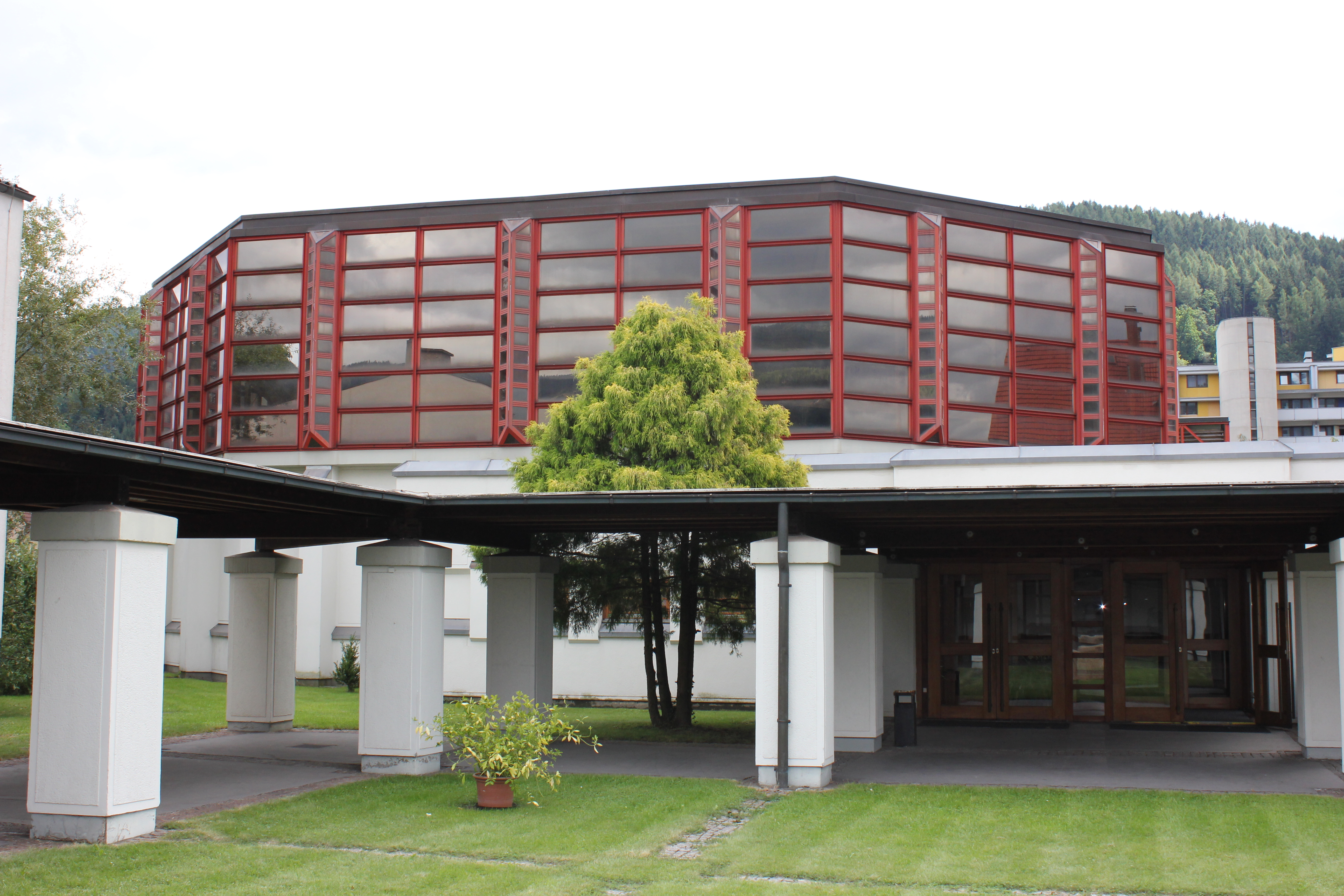
Katholische Pfarrkirche Hl. Geist in Leoben-Lerchenfeld

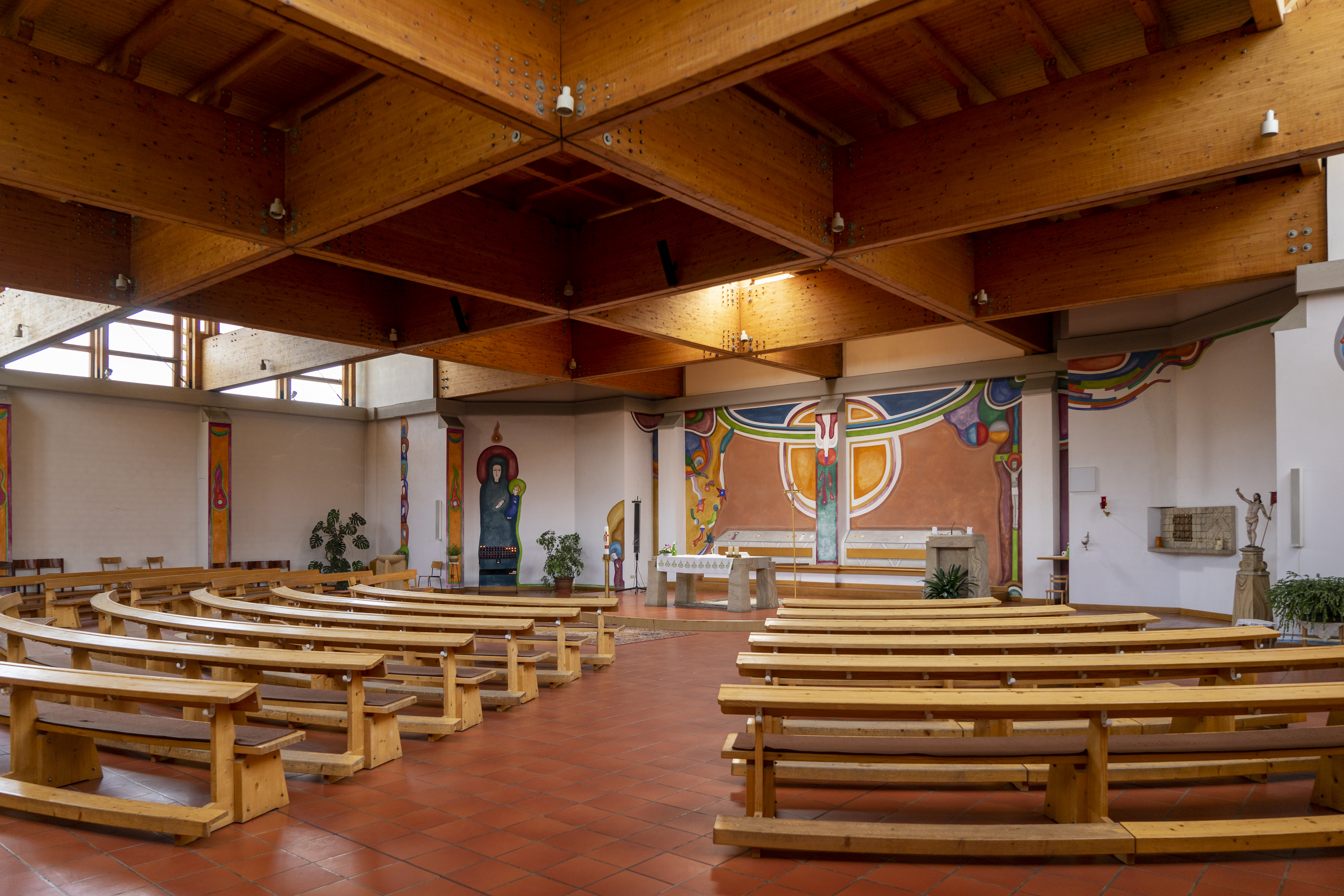
Der Innenraum der Kirche

Die Pfarrkirche Leoben-Lerchenfeld steht in der Stadtgemeinde Leoben im Bezirk Leoben in der Steiermark. Die unter dem Patrozinium Heiliger Geist stehende römisch-katholische Pfarrkirche gehört zum Dekanat Leoben in der Diözese Graz-Seckau. Die Kirche steht unter Denkmalschutz (Listeneintrag).

## Geschichte
Die Kirche wurde 1978/1979 nach den Plänen der Architekten Dieter Spielhofer und Josef Hinger erbaut.

## Ausstattung
Die Wandmalereien schuf die Malerin Teresa Stankiewicz. Den Tabernakel schuf der Bildhauer Fritz Hartlauer.